# Greg Haugen
Greg Lee Haugen (* 31. August 1960 in Auburn, Washington; † 23. Februar 2025) war ein US-amerikanischer Profiboxer, zweifacher Weltmeister der IBF im Leichtgewicht und Weltmeister der WBO im Halbweltergewicht.

## Karriere
Haugen begann im Alter von fünf Jahren mit dem Boxen und bestritt laut eigener Aussage über 340 Amateurkämpfe, ehe er 1982 mit dem Profiboxen begann. Er gewann 18 Aufbaukämpfe, darunter gegen den später als Trainer bekanntgewordenen Freddie Roach. Im Dezember 1986 gewann er in Las Vegas den Weltmeistertitel der IBF im Leichtgewicht durch einen Punktesieg über 15 Runden gegen Jimmy Paul (26-1), verlor ihn jedoch in der ersten Titelverteidigung nach Punkten an Vinny Pazienza (22-1). Beim Rückkampf im Februar 1986 gewann er den Titel jedoch nach Punkten gegen Pazienza zurück und konnte ihn anschließend noch gegen Miguel Santana (21-3) und Gert Bo Jacobsen (26-0) verteidigen, ehe er die WM im Februar 1989 endgültig durch Punktniederlage an Pernell Whitaker (16-1) verlor. Einen weiteren Kampf gegen Pazienza verlor er im August 1990 nach Punkten.
Im Halbweltergewicht boxend gewann er im Februar 1991 überraschend gegen Hector Camacho (38-0) den WBO-Weltmeistertitel, den er jedoch im direkten Rückkampf gegen Camacho wieder verlor. Im April 1992 gelang ihm noch ein vorzeitiger Sieg gegen Ray Mancini (29-4). Im Februar 1993 konnte er um die WBC-Weltmeisterschaft im Halbweltergewicht boxen, verlor jedoch gegen Titelträger Julio César Chávez (84-0) in der fünften Runde. Eine weitere vorzeitige Niederlage erlitt er im Juni 1994 gegen Tony Lopez (44-4). Nach 15 weiteren Kämpfen beendete er seine Laufbahn im Dezember 1999.
2008 fand er Aufnahme in die World Boxing Hall of Fame.
2023 gab Haugen bekannt, dass er an Nierenkrebs leidet. Am 23. Februar 2025 verstarb er im Alter von 64 Jahren in einer Pflegeeinrichtung in der Nähe von Seattle (USA).